# Конье
Конье (фр. Cognet) — коммуна во Франции, находится в регионе Рона — Альпы. Департамент коммуны — Изер. Входит в состав кантона Матезин-Триев. Округ коммуны — Гренобль.
Код INSEE коммуны — 38116. Население коммуны на 1999 год составляло 36 человек. Населённый пункт находится на высоте от 491 до 920 метров над уровнем моря. Муниципалитет расположен на расстоянии около 520 км юго-восточнее Парижа, 125 км юго-восточнее Лиона, 35 км южнее Гренобля. Мэр коммуны — M. Emile Baret, мандат действует на протяжении 2001—2008 гг.
Динамика населения (INSEE):